# جيمس مارسيا
جيمس مارسيا هو عالم نفس كندي، ولد في القرن العشرين.